# Санта-Мария (Риу-Гранди-ду-Сул)
Санта-Мария (порт. Santa Maria) — муниципалитет в Бразилии, входит в штат Риу-Гранди-ду-Сул. Составная часть мезорегиона Западно-центральная часть штата Риу-Гранди-ду-Сул. Входит в экономико-статистический микрорегион Санта-Мария. Население составляет 263 403 человека на 2007 год. Занимает площадь 1779,556 км². Плотность населения — 154 чел./км².

## История
Город основан 17 мая 1858 года.
В январе 2013 года в одном из ночных клубов города произошёл пожар, унёсший жизни 233 человек.

## Статистика
- Валовой внутренний продукт на 2005 составляет 2 358 076 000,00 реалов (данные: Бразильский институт географии и статистики).
- Валовой внутренний продукт на душу населения на 2005 составляет 8864,00 реалов (данные: Бразильский институт географии и статистики).
- Индекс развития человеческого потенциала на 2000 составляет 0,845 (данные: Программа развития ООН).

## География

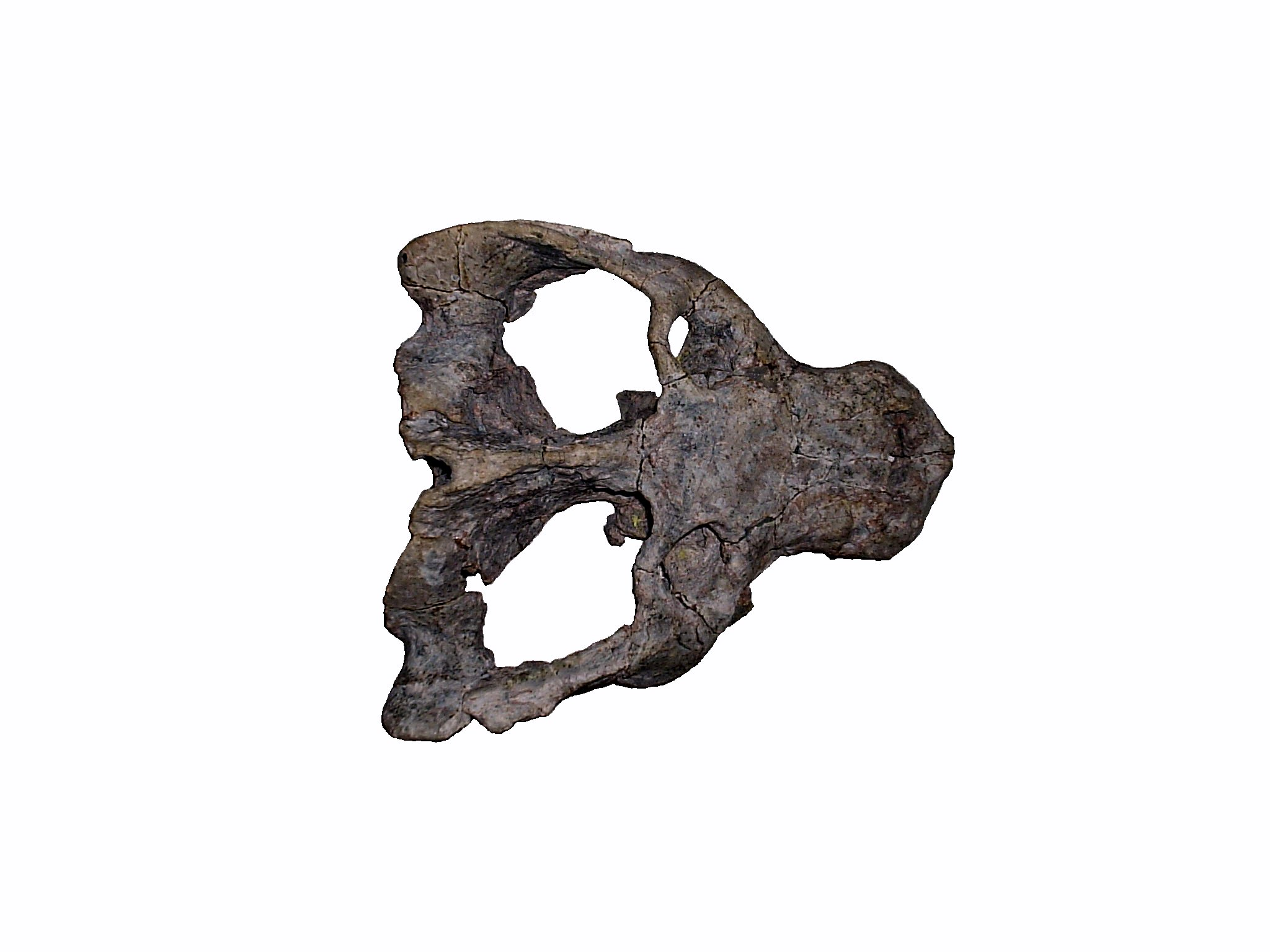
Череп Exaeretodon, найденный в Санта-Марии.

Климат местности: субтропический.